# Altes Steinhaus (Mechterstädt)

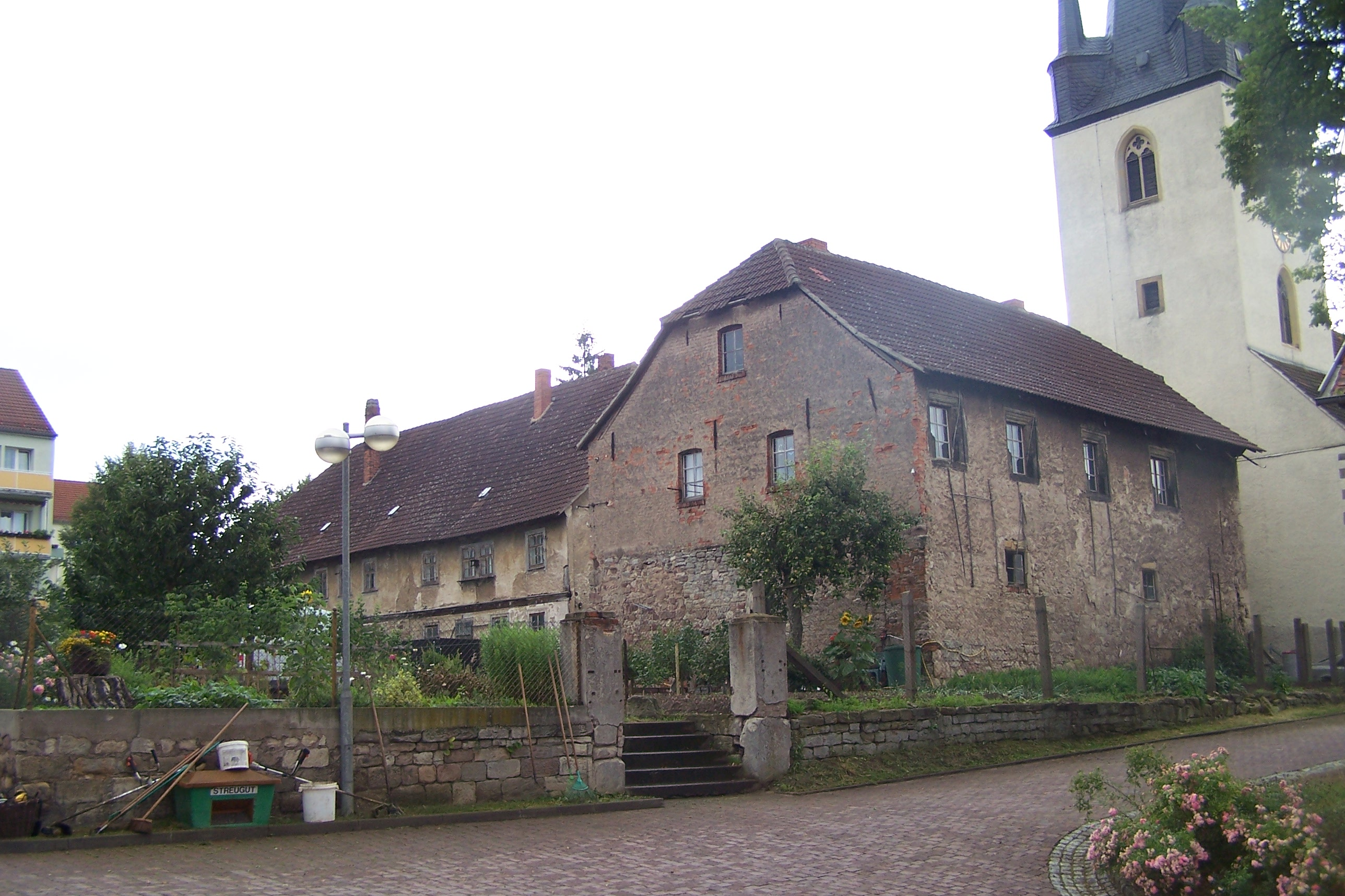
Teilansicht von Südwesten (Juli 2009)

Das Alte Steinhaus ist ein als Kulturdenkmal ausgewiesenes Gebäude im Ortskern von Mechterstädt.

## Geschichte
Im Jahr 775 wurde eine „villa Mehderstede“ als Gut des Klosters Hersfeld erwähnt. Später kam das Gut an das Kloster Reinhardsbrunn, danach an das Katharinenkloster in Eisenach. Um 1508 gehörte das Rittergut Mechterstedt mit einem Teil des Dorfes den Herren von Reckrodt, ein anderer Teil den Herren von Hopfgarten.
1526 wurde das Steinhaus errichtet bzw. durchgreifend umgebaut. 1531 war Jobst von Reckrodt alleiniger Lehnsherr über das Rittergut, die Erb- und Obergerichte und das Kirchenpatronat („jus patronatus“). Nach 1592 verkaufte Herrmann von Reckrodt das Gut nebst allen Zugehörigkeiten und allen Gerechtigkeiten wieder an die Herren von Hopfgarten. Während des Dreißigjährigen Krieges wurde Mechterstädt mehrfach geplündert. 1642 wurde Mechterstädt Grenzdorf des Herzogtums Sachsen-Gotha und Geleitseinnahme, und Ernst Sittig von Hopfgarten verkaufte das Gut mit dem größten Teil der Untertanen, Gerichte und dem Kirchenpatronat an den Obrist-Wachtmeister Wolf Conrad von Gräfendorff.
1838/39 erwarb Herzog Ernst I. das Gräfendorffsche Rittergut nebst dem Hopfgartischen Anteil, und der Ort wurde nun ein Amtsdorf des Herzoglichen Justizamtes Tenneberg. Vier Jahre später wurde das Rittergut aufgelöst, und die Gutsländereien wurden Dorfbewohnern käuflich überlassen. Die ehemaligen Gutsgebäude wurden zu Wohnzwecken umgenutzt. Nach dem Zweiten Weltkrieg gelangten die Gebäude in das Eigentum der Gemeinde. Um 2000 wurde die Wohnnutzung aufgegeben und ein Teil der Nebengebäude abgebrochen. Zum Tag des offenen Denkmals 2012 wurde das Steinhaus für Besucher geöffnet und unter Beteiligung der Denkmalschutzbehörden über die Zukunft des Hauses beraten.

## Bausubstanz
Bei dem Alten Steinhaus handelt es sich um ein aus Kalkbruchsteinen erbautes Gebäude. Es hat zwei Geschosse und einen Gewölbekeller. Die Tür- und Fensteröffnungen im Erdgeschoss wurden offenbar mehrfach verändert. Im Obergeschoss befinden sich zwei Rechteckfenster mit typischen Profilierungen der Renaissancezeit. Im Inneren gibt es Deckenmalereien aus dem 18. Jahrhundert.
Rechtwinklig zum Hauptgebäude ist ein zweigeschossiger Fachwerkflügel angebaut, der nach den Bauformen der Zeit um 1700 zuzuordnen ist. Die Umfassungsmauern sind zum Teil erhalten.